# Prophecy Productions
Prophecy Productions — незалежний лейбл з Німеччини який записує блек метал, експериментал та неофольк колективи і музичні проекти. Він має два підлейбли: «Auerbach Tonträger» та «Lupus Lounge». Лейбл було засновано Мартіном Коллером у 1996 році. Лейбл співпрацює з художником-оформлювачем Лукашем Яшаком.

## Музиканти та їхні альбоми, що видавались на лейблі
- Alcest
- Antimatter
- Autumnblaze
- Dornenreich
- Ewigheim
- Empyrium
- Helrunar
- Orplid
- Tenhi
  - Hallavedet (1998)
  - Kauan (1999)
  - Airut: Ciwi (2001)
  - Väre (2002)
  - Maaäet (2006)
  - Airut: aamujen (2006)
  - Folk Aesthetic 1996—2006 (2007)
- The Vision Bleak
  - The Deathship Has A New Captain (2004)
  - Carpathia — A Dramatic Poem (2005)
  - The Wolves Go Hunt Their Prey (2007)
- Dark Suns (Band)|Dark Suns
- Todesbonden